# 스테파노스 두스코스
스테파노스 두스코스(그리스어: Στέφανος Ντούσκος, 1997년 3월 29일~)는 그리스의 조정 선수이다. 2020년 하계 올림픽 남자 조정 싱글 스컬 종목에서 금메달을 획득했으며 그리스 선수로는 해당 종목에서 최초로 올림픽 메달을 획득했다.

## 개인사
두스코스는 이오아니나 대학교에서 의학을 전공했다.
두스코스는 그리스 여자 조정 국가대표 선수인 에방겔리아 아나스타시아두와 사실혼 관계이다.